# Sumizome-zakura (Nō)

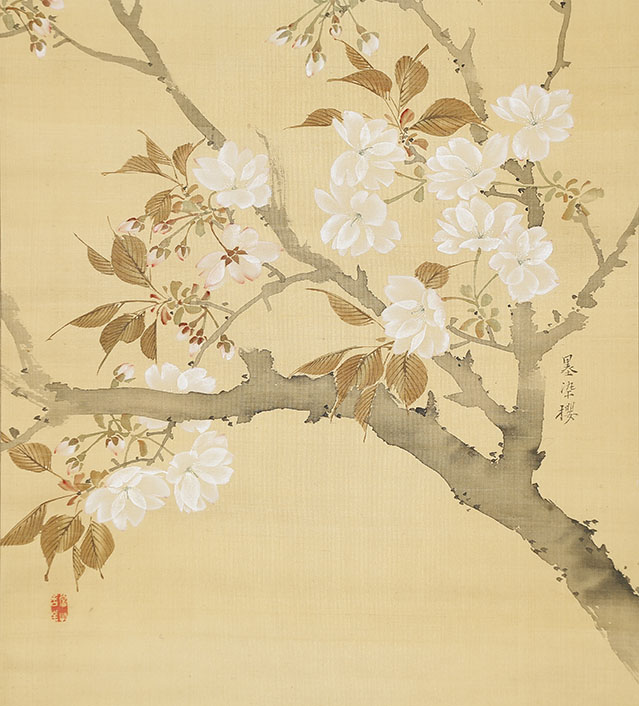
Sumizome-zakura

Sumizome-zakura (japanisch 墨染桜), Schwarze Kirschblüten, ist der Titel eines Nō-Dramas. Der Verfasser ist unbekannt, vielleicht war es Zeami. Das Stück ist im Rahmen der Nō-Kategorie ein Drittspiel. Diese Nō gehört nicht zum Standard-Repertoire, es wird jeweils nur beim Tode des Tennō aufgeführt.

## Vorbemerkung
Der Dichter Kamutsukeno Mineo (上野 岑雄) war um 900 aktiv. Er wird im Kokin-shū aufgeführt.
Es treten folgende Personen auf:
- Waki: Kamutsuke no Mineo
- Shite I: Dorfmädchen
- Shite II: Geist der Kirschblüte

## Handlung
1. Akt
  1. Mit orchestralem Klang tritt Mineo auf. Gesang. Namens- und Wegenennung. Ankunftsnennung. Aus Trauer um den Tennō will Mineo die Stätte besuchen, an der der Tennō so oft geweilt hat, um den Kirschbaum zu grüßen, den er besonders geliebt hat. Mineo dichtet: „Kirschbaum auf der Heide, | wenn Du ein Herz hast, | erblühe in diesem Frühling | tuschschwarz, in Trauerfarbe.“ (Er befestigt das aufgeschriebene Gedicht am Kirschbaum.)
  2. In der unkenntlichen Gestalt eines Dorfmädchens tritt der Geist der Kirschblüte auf: „Wer ruft mich? Was ist Euer Begehren?“ Sie bittet den Dichter, das Lied zu ändern und zu sagen: „Blüh’ von diesem Frühling an nur dunkel gefärbt!“ Dann, sich als Geist der Kirschblüte zeigend, entschwindet sie in leichtem Nebelschleier.
  3. Zwischenspiel
2. Akt
  1. Gebet (Wartegesang) Mineos. Der Geist der Kirschblüte erscheint in wahrer Gestalt dem träumenden Mineo, Kirsche und  Kirschblüte preisend. „Baum und Kraut im Boden – alles erlangt Buddhawerdung“. „Trefflicher als alle Blüten ist der Kirschbaum.“ Lobpreis der Blüten des Kirschbaums: blütenhaft war alles im Leben Dank des Dahingeschiedenen (Tennō). Tanz zu dem neu veränderten Lied Mineos.
  2. Abschlusschor: „… In dem leichten Nebelschleier | um des Kirschbaums Zweige tagt der Morgen. | Die Gestalt entschwindet. Nur die Föhre, | Baum des Lebens, Baum des Todes, | rauscht einsam.“